# 12e corps d'armée (Ukraine)
Pour les articles homonymes, voir 12e corps d'armée.
Le 12e corps d'armée (en ukrainien : 12-й армійський корпус) est une grande unité des forces terrestres ukrainiennes,.

## Histoire
Le 12e corps d'armée est révélé par Mariana Bezouhla en novembre 2024, bien qu'il ait attiré une attention plus large plus tard. Cette évolution s’inscrit dans le cadre de réformes militaires plus larges en Ukraine, qui incluent la transition vers une structure de gestion de corps, un concept qui devait être détaillé d’ici la fin novembre 2024. Il remplace le groupe de défense de Kyïv.

## Structure
En 2025, la structure de l'unité est la suivante :
- 12e corps d'armée
  - QG du corps d'armée
  -  Brigade présidentielle
  -  41e brigade mécanisée
  -  67e brigade mécanisée
  -  428e bataillon de systèmes de drones
  -  1027e régiment de missiles anti-aériens et d'artillerie
  -  112e brigade de défense territoriale
  -  118e brigade de défense territoriale
  -  120e brigade de défense territoriale (uk)
  -  19e brigade de la Garde nationale
  -  25e brigade de sécurité et de protection publique
  -  27e brigade Petchersk
  -  28e régiment de protections d'installations d'États
  -  31e régiment de la Garde nationale
  -  26e division fluviale
  -  2e bataillon médical
  -  Bataillon de transmissions